# ميكائيل زيترر
ميكائيل زيترر (بالألمانية: Michael Zetterer)‏ (12 يوليو 1995 بميونخ في ألمانيا - ) هو لاعب كرة قدم ألماني في مركز حراسة المرمى. شارك مع منتخب ألمانيا تحت 20 سنة لكرة القدم. أما مع النوادي، فقد لعب مع فيردر بريمن ونادي أونترهاخينغ وفيردر بريمن 2 ‏.

## روابط خارجية
- ميكائيل زيترر على موقع قاعدة بيانات كرة القدم.إي يو (الإنجليزية)
- ميكائيل زيترر على موقع بيانات كرة القدم. دي إي (الألمانية)
- ميكائيل زيترر على موقع Soccerway.com (الإنجليزية)
- ميكائيل زيترر على موقع عالم كرة القدم.نت (الإنجليزية)
- ميكائيل زيترر على موقع AS.com (الإسبانية)